# Wasilla, Alaska

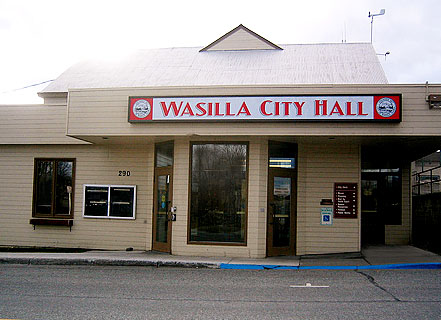
Wasilla city Hall, August 2008

Wasilla este un oraș în Matanuska-Susitna Borough în statul american Alaska, parte a Zonei Statistice Metropolitane a orașului Anchorage.  În 1990, populația orașului era de 4.028 locuitori. Conform Recensământului Statelor Unite ale Americii din 2000, populația sa era de 5.469, dar o estimare din 2007 plasează o valoare sensibil mai mare, de 9.780 locuitori.
Oricum, orașul însuși, estimează pentru 2008 doar 7.025 locuitori. Estimarea agenției federale oficiale de recensăminte, United States Census Bureau, face ca Wasilla să fie al patrulea centru urban al statului Alaska, după Anchorage, Fairbanks și Juneau, dar conform propriei estimări, Wasilla ocupă locul al șaselea, după Sitka și Ketchikan. Numele localității, Wasilla, provine de la numele unui respectabil șef Dena'ina al unui trib nativ-american, Chief Wasilla, al cărui nume, la rândul său, este derivat din numele din limba rusă Vasilii. 